# عزلة المصانع (ذمار)

تعديل مصدري - تعديل

عزلة المصانع هي إحدى عزل مديرية عتمة في محافظة ذمار اليمنية ويبلغ تعداد سكانها 838 نسمة حسب التعداد السكاني في اليمن لعام 2004.